# 水篶號列車
水篶（日语： Misuzu */?）號列車是由東海旅客鐵道（JR東海）和東日本旅客鐵道（JR東日本）運行於飯田站至松本站、長野站（經岡谷站）之間的快速列車和普通列車。列車途經飯田線、中央本線、篠之井線和信越本線。

## 運行概況
截至2015年6月20日，設有以下班次行走。包含過去的班次，列車到達岡谷站後會改變列車編號，部分列車更會改變列車類別。
- 從飯田出發前往長野：1班
  - 飯田站 → 岡谷站之間為快速「水篶」，岡谷站 → 長野站之間為普通「水篶」。
- 從松本出發前往飯田：1班
  - 整個區間以快速「水篶」運輸。

在2014年3月14日前，與上述的班次相異，設有以下列車班次。在翌日15日的時間表修正中，運輸區間沒有改變，只有通過車站與列車類別進行變更。
- 從天龍峽出發前往松本：1班
  - 於早上出發，整個區間都是普通列車。岡谷站 → 松本站之間設有愛稱「水篶」。
- 從長野出發前往飯田：1班
  - 於早上出發，在岡谷站前為快速「水篶」，岡谷站 → 飯田站之間為沒有愛稱的普通列車。
- 從松本出發前往飯田：1班
  - 於日間出發，在岡谷站前為快速「水篶」，岡谷站 → 飯田站之間為沒有愛稱的普通列車。通過站中只有綠湖站。

在辰野站至鹽尻站之間，列車途經較短距離的「辰野支線」。從鹽尻站出發，列車經過鹽嶺隧道後便到達岡谷站，然後列車在岡谷站進行折返。「水篶」與飯田線下行首班次「從駒根出發前往岡谷」的快速列車一樣，於辰野站前快速運輸。

### 使用車輛
現時與過往的車輛都是電動列車。

#### 現時的車輛
- 211系電動列車 - 隸屬JR東日本長野綜合車輛中心

#### 過去車輛
- 169系（日语：国鉄165系電車） - 隸屬JR東日本長野綜合車輛所
  - 在開設「水篶」時已經使用169系。在1998年12月修正中改用115系。
- 115系 - 隸屬JR東海靜岡車輛區（日语：静岡車両区）
  - 在2007年3月修正起改用313系。
- 115系 - 隸屬JR東日本長野綜合車輛中心
  - 在2014年3月修正起改用211系。
- 313系 - 隸屬JR東海神領車輛區（日语：神領車両区）
  - 在2014年3月修正起，列車不再行走「水篶」。

在2007年3月18日時間表修正中，列車由JR東海115系改為313系1700番台。使可於JR東日本路線中看見少有裝上可轉換式交叉座椅的普通列車。另外，這是313系唯一駛入長野站的列車。在2013年3月16日時間表修正中，列車不再駛入松本站至長野站之間。

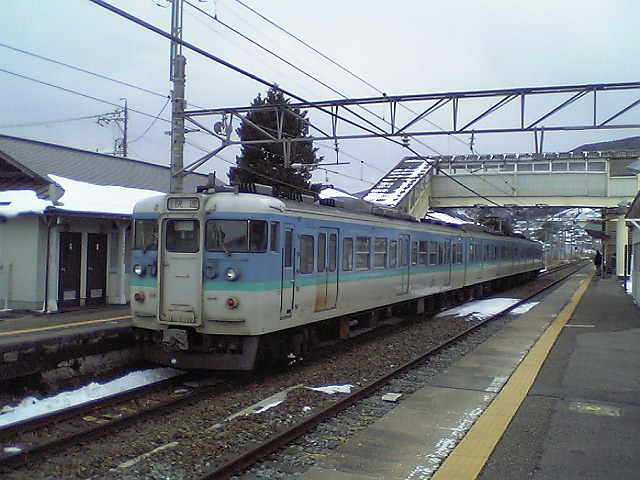
115系（JR東日本所屬車）
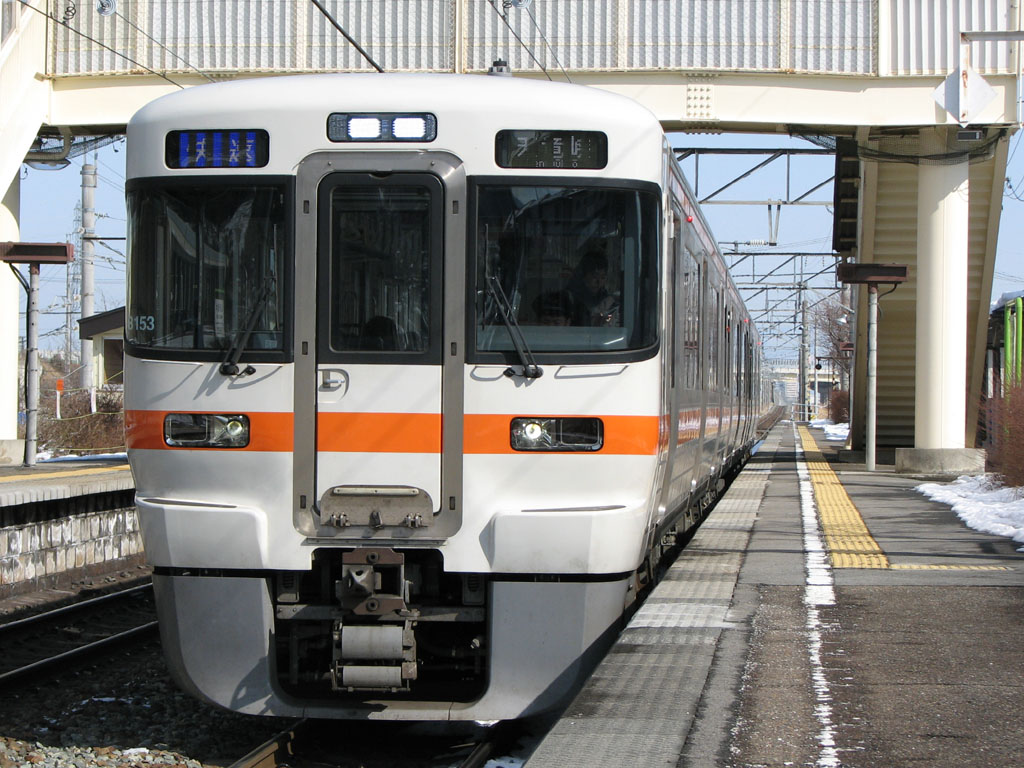
313系（JR東海所屬車）

### 停車站

#### 現時時間表
以下為快速運輸區間之停車站（截至2016年3月26日）
前往長野的列車停靠（　）車站，前往飯田的列車停靠〔　〕車站。
飯田站 - 〔櫻町站〕 - 〔伊那上鄉站〕 - 元善光寺站 - 市田站 - 伊那大島站 - 上片桐站 - 七久保站 - 〔伊那本鄉站〕 - 飯島站 - 伊那福岡站 - 小町屋站 - 駒根站 - （大田切站） - 宮田站 - （赤木站） - 澤渡站 - （下島站） - 伊那市站 - 伊那北站 - （田畑站） - 北殿站 - 木之下站 - 伊那松島站 - 澤站 - 羽場站 - （伊那新町站） - 宮木站 - 辰野站 - 川岸站 - 岡谷站 - 綠湖站 - 鹽尻站-（該區間各站停車）- 松本站 -（該區間各站停車 →（長野站）
松本站 → 長野站之間各站停車。

#### 過去時間表
以下為快速運輸區間之停車站（截至2012年3月17日）
前往長野的快速「水篶」列車停靠（　）車站，前往岡谷的部分快速「水篶」列車停靠〔　〕車站。
飯田站 - 元善光寺站 - 市田站 - 伊那大島站 - 上片桐站 - 七久保站 - 飯島站 - 伊那福岡站 - 小町屋站 - 駒根站 - （大田切站） - 宮田站 - （赤木站） - 澤渡站 - （下島站） - 伊那市站 - 伊那北站 - （田畑站） - 北殿站 - 木之下站 - 伊那松島站 - 澤站 - 羽場站 - （伊那新町站） - 宮木站 - 辰野站 - 川岸站 - 岡谷站 - 〔綠湖站〕 - 鹽尻站 - 廣丘站 - 村井站 - 〔平田站〕 - 〔南松本站〕 - 松本站 - 田澤站 - 明科站 - 西條站 - 坂北站 - 聖高原站 - 冠着站 - 姨捨站 - 稻荷山站 - 篠之井站 - 今井站 - 川中島站 - 安茂里站 - 長野站
在時間表修正後，停車站的數目增加。

## 歷史

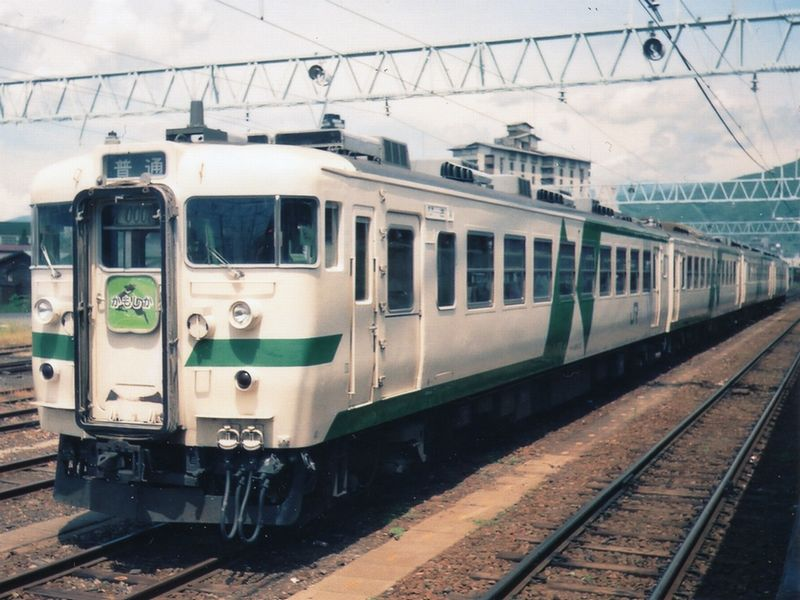
急行「羚羊」（1987年8月 上諏訪站）

在長野縣內南信地區與縣都長野之間曾經設有本地準急列車「天龍」（日语：／），當時與「駒根」、「赤石」，均使用柴油列車行走，在飯田線內比較少見。「天龍」成為了快速「水篶」的前身。後來改名為「羚羊」，再後來降級為快速列車，直至現在。
在國鐵時代末期，曾經一度計劃升級至特急，後來由於速度上的問題而放棄（特別在於飯田線上有許多急彎）。急行形電動列車的座位也有提升，以試行模仿「新特急」，把列車提升至「新急行」，但結果卻把所有列車降級至快速「水篶」。隨著急行形電動列車老化，改為現時的近郊形電動列車。

### 年表

#### 國鐵時代
- 1961年 - 新設柴油列車準急列車「天龍」，行走於新宿站、長野站至天龍峽站之間。部分列車進行結併運輸。車輛使用KiHa58系（日语：国鉄キハ58系気動車）2至4卡編成。
- 1966年 - 「天龍」升級至急行列車。
- 1968年 - 「天龍」於新宿站到發的列車隨著「駒根」開始營運而分離。（繼續與飯田線內的柴油列車急行列車進行結併運輸。）
- 1973年 - 下行1班「天龍」改用電動列車。車輛為80系。
- 1973年 - 所有「天龍」列車改用電動列車。車輛方面，下行1班使用80系，其他班次使用165系（日语：国鉄165系電車）。使「天龍」、「駒根」於飯田線內的結併問題解決。
- 1975年 -  長野縣內循環行走的柴油列車急行「諏訪」、「野邊山」分割。小淵澤站至長野站之間由電動列車急行「天龍」取代。
- 1978年 - 所有「天龍」列車使用165系。再沒有定期急行列車使用80系。
- 1983年 - 隨著鹽嶺隧道（日语：塩嶺トンネル），實施時間表修正，設有以下變更。
  1. 「天龍」在松本站以南區間變為快速列車，急行區間縮短至松本站至長野站之間。
  2. 中央東線到發編成改經鹽嶺隧道（日语：塩嶺トンネル）。
  3. 飯田線到發編成中，會繼續途經舊線（經小野站），並於鹽尻站與中央本線到發編成進行解併結作業。
  4. 飯田線到發列車中，原本於駒根站到發的列車延長至飯田站。另外，新設下行1班列車從平岡出發，成為了首架於天龍峽站以南的列車直通至篠之井線。
- 1986年11月1日 - 把「天龍」分離為急行列車「羚羊」[2]和快速列車「水篶」。「羚羊」於飯田線到發編成改經鹽嶺隧道（日语：塩嶺トンネル），於岡谷站進行解併結作業。

#### 民營化後
- 1988年 - 急行列車「羚羊」廢除。所有列車變成快速列車「水篶」。
- 1998年12月 - 列車從169系（日语：国鉄165系電車）變為115系。

#### 2000年代
- 在2004年10月16日實施時間表修正，除了1個往返班次外，列車於飯田線內各站停車。
- 在2007年3月18日實施時間表修正，早上前往飯田的列車於整個區間各站停車。同時，開始使用313系行走「水篶」。
- 在2008年3月15日實施時間表修正，前往長野的1班列車於整個區間各站停車。列車類別改為普通列車。另外前往長野的1班「水篶」列車停靠冠着站，即是岡谷站至長野站之間各站停車，列車編號於岡谷站改變，同時改變列車類別為快速。
- 在2009年3月14日實施時間表修正。
  - 早上前往上諏訪的「水篶」廢除。在松本站至岡谷站進行結併運輸，該列車可分別前往上諏訪站和飯田站。繼承了「天龍」與「羚羊」的傳統。
  - 前往長野的「水篶」中，在岡谷站至長野站之間為普通列車。

#### 2010年代
- 在2012年3月17日實施時間表修正，「水篶」開始停靠小町屋站。
- 在2013年3月16日實施時間表修正，1.5個往返班次於松本站到發，1個往返班次於長野站到發。另外，原本前往天龍峽的班次縮短至飯田。
- 在2014年3月15日實施時間表修正，削減「水篶」班次，從飯田前往長野的班次，以及從松本出發前往飯田的班次被取消，共減小1個往返班次。
- 在2016年3月26日實施時間表修正，快速「水篶」開始停靠南松本站和平田站[3]。自此，列車於JR東日本區間各站停車。

## 注腳
1. ↑  交通新聞社《JR時刻表》2015年7月號
2. ↑  . 鐵道雜誌 (鐵道雜誌社). 1987-01, 21 (1): 14–15 （日语）.
3. ↑   (PDF) (新闻稿). 東日本旅客鐵道長野分社（日语：東日本旅客鉄道長野支社）. 2015-12-18  [2017-06-26]. （原始内容 (PDF)存档于2021-07-22） （日语）.